# فرانك سامية
فرانك سامية (بالإنجليزية: Frank Samia)‏ هو لاعب دوري الرغبي أسترالي، ولد في 9 أكتوبر 1981.